# Fédération de Lutte d'Azerbaïdjan
La Fédération de Lutte d'Azerbaïdjan est une organisation qui assure le développement et la réglementation de la lutte en tant que sport en Azerbaïdjan. Le président de la Fédération est Mikayil Jabbarov.

## Histoire
L’histoire de la lutte nationale en Azerbaïdjan a remporté aux temps très anciens. Les lutteurs professionnels Sali Suleymanov, Rechid Yusifov et les autres sont des lutteurs très célèbres. La lutte nationale a plus développé en Azerbaïdjan pendant la période soviétique.
La Fédération a été créée en 1993. Dans la même année, elle a été choisi comme le membre de la Fédération internationale des luttes associées.

## Activités et concours
- 2002 - Le Championnat d'Europe de lutte libre homme est organisé à Bakou.
- 2004 - La Coupe du monde de lutte libre a eu lieu en Azerbaïdjan.
- 2010 - L'Azerbaïdjan a accueilli le Championnat d'Europe de lutte[3].
- 2012 - La Coupe du monde de lutte libre a eu lieu à Bakou[4].
- 2012 - Le championnat du monde des jeunes lutteurs a eu lieu en Azerbaïdjan[5].
- 2022 - Coupe du monde de lutte gréco-romaine a été organisée pour la première fois en Azerbaïdjan[6].